# RollerCoaster Tycoon Classic
RollerCoaster Tycoon Classic là một game mô phỏng xây dựng và quản lý do hãng Origin8 Technologies phát triển và Atari phát hành. Trò chơi kết hợp các tính năng lần đầu tiên được thấy trong RollerCoaster Tycoon và RollerCoaster Tycoon 2, cả hai đều là trình mô phỏng quản lý công viên giải trí do Chris Sawyer tạo ra dành cho PC. Trò chơi đã được phát hành trên toàn thế giới cho iOS và Android vào tháng 12 năm 2016, trong khi phiên bản dành cho Microsoft Windows và macOS được phát hành vào tháng 9 năm 2017.

## Lối chơi
Classic thực hiện lối chơi tương tự như hai phần đầu tiên trong dòng game RollerCoaster Tycoon. Game thể hiện độ họa dưới góc nhìn 2D, người chơi có nhiệm vụ xây dựng hoặc hồi sinh một công viên giải trí bằng cách thêm các khu vui chơi, điểm tham quan, cơ sở vật chất, đường đi, cảnh quan và nhân viên để quản lý công viên. Đặc biệt, game cho phép người chơi lên kế hoạch tạo hàng loạt tàu lượn siêu tốc tùy chỉnh và các dạng trò chơi khác bằng cách sử dụng đường ray, chẳng hạn như tàu lượn máng trượt và đua xe go-kart. Người chơi cũng phải quản lý tài chính của công viên để đảm bảo mang lại đủ doanh thu từ khách khứa nhằm trang trải chi phí vận hành công viên và lắp đặt thêm các tính năng mới.

## Phát triển
Chris Sawyer đã phát triển bản gốc RollerCoaster Tycoon và phần tiếp theo RollerCoaster Tycoon 2, được phát hành lần lượt vào năm 1999 và 2002. Những phiên bản này vốn xuất phát từ công việc phát triển phần tiếp theo Transport Tycoon được ông phát hành vào năm 1994. Sawyer đã cho phép Frontier Developments phát triển RollerCoaster Tycoon 3 trong thời gian ông đàm làm tựa game Locomotion, người thừa kế tinh thần năm 2004 cho Transport Tycoon. Sau bản phát hành này, Sawyer dường như biến mất khỏi ngành công nghiệp trò chơi; Theo Sawyer trong một cuộc phỏng vấn năm 2016, ông vắng mặt một phần vì những khó khăn pháp lý mà ông gặp phải khi đảm bảo tiền bản quyền chưa trả từ Atari, vốn đã mua quyền phát hành dòng game RollerCoaster Tycoon thông qua việc Infogrames mua lại Hasbro Interactive. Ông cũng nói rằng ông thất vọng với tình trạng trò chơi điện tử trong thời kỳ này tập trung quá nhiều vào bạo lực.
Sawyer tái xuất vào năm 2010 với việc khai trương 31X Ltd. một công ty mẹ sở hữu tài sản trí tuệ tựa game Transport Tycoon của ông. Tuy vậy, ông nhận thấy có sự quan tâm đến phiên bản di động của trò chơi này và đã đưa 31X theo hướng phát triển trên thiết bị di động. Năm 2013, ông đã công bố phiên bản di động của Transport Tycoon, phát triển chung với Origin8. Nhờ sự giúp đỡ của Origin8, Sawyer đã có thể chuyển đổi dòng mã Transport Tycoon ban đầu từ một dạng phụ thuộc nhiều vào hợp ngữ để chuyển nó sang dạng di động hơn. Tựa game được phát hành vào cuối năm 2013. Ông từng coi việc phát hành phiên bản di động của Transport Tycoon là một thành công và rằng Origin8 sẵn sàng tiếp tục giúp chuyển đổi RollerCoaster Tycoon sang một định dạng di động tương tự. Sawyer cũng nhận ra rằng có nhu cầu về một tựa game sử dụng phần điều khiển và đồ họa đơn giản hơn được cung cấp trong những bản game Tycoon gốc, vốn hoạt động tốt cho các thiết bị di động và màn hình cảm ứng.

## Đón nhận
Bob Fekete của iDigitalTimes ca ngợi game đã trung thực chuyển đổi tựa game gốc trên thiết bị di động với mức giá thấp, nhưng chỉ trích cảm giác "chật chội" của trò chơi và đôi khi tốc độ khung hình sụt giảm xuống mức thấp. Kotaku Australia đã chỉ trích việc phát hành, trích dẫn các yêu cầu đặc tả hệ thống - cao hơn đáng kể so với bản gốc - và thiếu hỗ trợ phần chơi nối mạng, vốn đã được thêm vào bản gốc thông qua dự án OpenRCT2 do cộng đồng đảm trách thực hiện.